# Émilie Besse
Pour les articles homonymes, voir Besse.
Émilie Besse, née le 13 juin 1983 dans le 14e arrondissement de Paris, est une journaliste française de télévision.

## Biographie
Fille d'un kinésithérapeute et d'une mère travaillant dans une société de commerce avec l'Afrique[réf. souhaitée], elle a étudié la littérature et obtenu un master recherche (ex-DEA) de lettres modernes avec un mémoire sur « la réception dans la presse des œuvres de Victor Hugo en 1828 » à la Sorbonne.
Après un stage au sein de l'émission On ne peut pas plaire à tout le monde de Marc-Olivier Fogiel à partir d'octobre 2004, Émilie Besse rejoint en 2006 la chaîne d'information en continu I>Télé pour présenter une chronique littéraire au sein de l'émission I>Matin Week-end. Pendant l'été 2007, elle coprésente avec Aymeric Caron le journal du matin sur Canal+ puis à la rentrée de septembre 2007 les journaux au sein d'I-Matin Week-End de 8 h à 10 h chaque samedi et dimanche sur I>Télé.
Elle rejoint Canal+ en janvier 2008, pour présenter le journal télévisé de la mi-journée au sein de L'Édition spéciale de Samuel Étienne  puis de Bruce Toussaint.
Au début de l'été 2008, Christophe Beaugrand et Émilie Besse animent une version raccourcie de La Matinale.
Depuis septembre 2009[réf. souhaitée], parallèlement aux journaux de L'Édition spéciale sur Canal+, elle anime L'Effet papillon lors des congés de Daphné Roulier.
À la rentrée 2011 elle rejoint l'équipe de La Nouvelle Édition présentée par Ali Baddou puis Daphné Bürki où elle continue de présenter le journal de la mi-journée sur Canal +.
Dès 2016, après la fin du JT de Canal + elle rejoint C8 et elle y présente un magazine de consommation en plus du JT de C8, toujours dans La Nouvelle Édition qui a été transféré également sur la même chaîne. 
Depuis la rentrée 2017, alors que La Nouvelle Édition est arrêtée, C8 lui confie la présentation des magazines de la chaine comme la Soirée de l'info, Flagrant Délit ou Allo les secours.
En septembre 2018, elle est remplacée au poste de présentatrice des soirées magazines de C8 par Carole Rousseau. 
Sans émission depuis septembre 2018, elle annonce le 5 février 2021, sur son compte Instagram, qu'elle quitte le Groupe Canal+, après 14 années passées dans l'entreprise. 
Elle quitte le journalisme, pour suivre une formation dans la grande école hôtelière Ferrandi, qui forme l'élite de la gastronomie à Paris.

### Publications
Émilie Besse, Les beaux jours, Éditions Jean-Claude Lattès, 7 avril 2021, 200 p., 20 × 13 cm (ISBN 978-2-7096-6836-1).

### Vie privée
Émilie Besse est mère d'une fille, Pauline, née le 15 décembre 2015 et d'un garçon né le 29 août 2018,.
Elle se marie le 29 avril 2017.

## Filmographie
- 2011 : Beur sur la ville de Djamel Bensalah : une journaliste[16].